# Petra Frey
Petra Frey (Wattens, 27 giugno 1978) è una cantante austriaca.
Ha rappresentato l'Austria all'Eurovision Song Contest 1994 con il brano Für den Frieden der Welt, classificandosi al 17º posto.

## Discografia
Album studio
- 1993 – Bloß Träume im Kopf
- 1995 – Hey Du
- 1996 – Liebst Du mich
- 1998 – Küß mich
- 1999 – Heiss und Kalt
- 2001 – Geboren um Dich zu lieben
- 2002 – Das ist mein Leben
- 2004 – Freyheiten
- 2007 – Göttlich Weiblich
- 2008 – Selbstbewusst
- 2009 – Feuer und Eis
- 2011 – Einfach Frey

Raccolte
- 1998 – Herz im Sicht
- 2001 – Made in Austria
- 2003 – Meine Erfolge
- 2003 – Nimm mein Herz
- 2010 – Meine Besten